# Оутс, Титус
Титус Оутс (англ. Titus Oates; 15 сентября 1649, Окем, Восточный Мидленд — 12 июля 1705, Лондон) — английский заговорщик, сфабриковавший так называемый папистский заговор — никогда не существовавший в реальности католический заговор с целью убийства короля Карла II.

## Ранние годы
Титус Отс родился в Окхэме. Его отец, Самуил, был главой округа Маршэм в Норфолке, прежде чем стать анабаптистом во время Английской революции и воссоединиться с Церковью Англии во время Реставрации Стюартов. Оутс учился в школе портных-торговцев (был принят туда в июне 1665 года), возможно — какое-то время учился в школе в Суссексе, затем — в колледже Гонвилла и Каюса в Кембридже с 29 июня 1667 года и колледже Св. Иоанна в Кембридже со 2 февраля 1668 или 1669 года. Оутс не был хорошим студентом и был изгнан из обоих учебных заведений, но впоследствии утверждал, что до поступления в колледж учился также в Вестминстерской школе. Через несколько месяцев после изгнания из последнего колледжа он стал англиканским священником и викарием прихода Боббинг в Кенте. В этот период Оутсу было предъявлено обвинение в лжесвидетельстве за то, что он заявлял о содомии учителя из Гастингса. Оутс был посажен в тюрьму, но бежал (по другой версии — чудом избежал преследования за дачу ложных показаний) и отправился в Лондон.
В 1677 году он получил назначение в качестве капеллана судна Adventurer в английском военно-морском флоте. Вскоре он был обвинён в содомии (которая каралась смертной казнью в Англии в то время) и был помилован только вследствие его статуса священника.
После изгнания из флота он отправился в католическое герцогство Норфолк как англиканский священник. В пепельную среду в 1677 году он был принят в лоно католической церкви. Как ни странно, в то же время Оутс выступал соавтором ряда антикатолических брошюр вместе с Израилем Тонгом, с которым он познакомился через своего отца Самуила, который ещё раз вернулся к баптистской доктрине.

## Связь с иезуитами
Оутс был связан с иезуитскими организациями Сент-Омер (во Франции) и Королевским английским колледжем в Вальядолиде, Испания (как и многие семинарии диоцезов того времени, это были иезуитские по своей сути учреждения). Оутс был принят на курс в Вальядолиде при поддержке Ричарда Стреннджа как брат Амброз, несмотря на отсутствие у него даже базовых знаний латыни. Позже он лгал, что стал доктором католического богословия. Через некоторое время он был выслан из Испании, но в октябре 1677 года подал на поступление в Сент-Омер и поступил туда в декабре. Томас Витбред, впрочем, занял более жёсткую позицию в отношении Оутса, чем Стрендж, и в июне 1678 года изгнал его из Сент-Омера.
Когда Оутс вернулся в Лондон, он возродил свою дружбу с Израилем Тонгом. Оутс рассказал, что он сделал вид, что стал католиком, чтобы узнать о секретах иезуитов, и что, прежде чем уехать, он слышал о запланированной встрече иезуитов в Лондоне.

## Папистский заговор
В историю Оутс вошёл сфабрикованным им Папистским заговором — через одного из королевских министров, используя поддельные письма, он сумел убедить короля Карла II в том, что католики тайно готовят покушение на него. Клевета Оутса привела к массовой антикатолической истерии в стране, массовым арестам католиков и казням известных людей, но в конце концов его обман раскрылся.

## Последствия
31 августа 1681 года Оутс был арестован за «призыв к мятежу», приговорён к штрафу в 100 000 фунтов и брошен в тюрьму. В мае 1685 года, когда на трон взошёл Яков II, Оутс был осуждён повторно — за дачу ложных показаний — и был приговорён к нескольким дням пыток. Так, в первый день его привязали к позорному столбу, и прохожие закидывали его яйцами, на второй день его снова привязали к столбу. На третий день его раздели догола и проволокли по улицам привязанным за ноги к телеге, после чего жестоко выпороли. На следующий день его выпороли снова, и повторная порка, как считалось, должна была убить его, но Оутс всё же выжил.

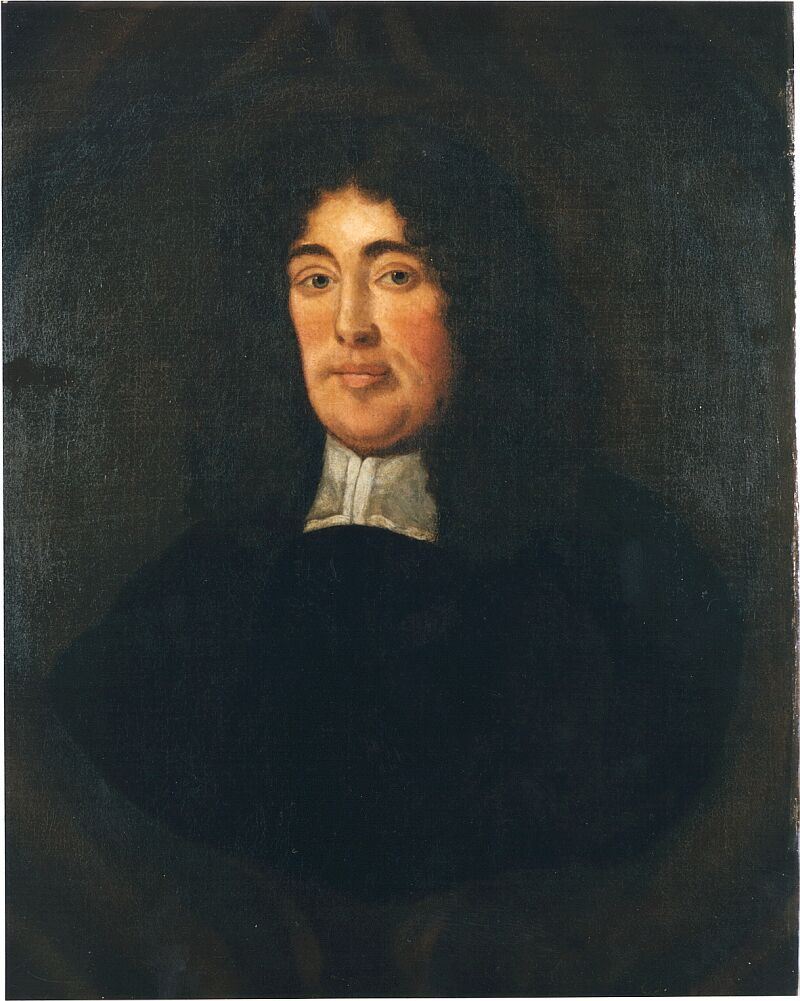
Титус Оутс

Следующие три с половиной года Оутс провёл в тюрьме. В 1689 году, после вступления на трон Вильгельма Оранского и началом очередного возмущения против католиков, он получил частичную свободу и сразу попытался обжаловать свой приговор в Палате лордов, члены которой, допуская его несправедливость, всё же при рассмотрении подтвердили его по 23 пунктам из 35. Однако члены Палаты общин приняли законопроект, аннулирующий это решение; в итоге была проведена совместная конференция, на которой члены Палаты лордов, признавая, что юридически они неправы, придерживались их прежнего определения. Вопрос с Оутсом был окончательно решён королевским помилованием и назначением пенсии в 260 фунтов стерлингов в год. Выплата пенсии была затем приостановлена, но в 1698 году возобновлена и даже увеличена до 300 фунтов стерлингов в год.
Тяжёлое наказание и тюремное заключение нисколько не изменили Оутса, и остаток своей жизни он провёл в различных грязных интригах. В 1691 году он познакомился с Уильямом Фуллером, другим заговорщиком и самозванцем, вместе с которым оказался вовлечён в новый заговор, но никакого успеха в этом не достиг. Он женился на богатой вдове в 1693 году, но его расточительность скоро привела его к разорению. В 1696 году он посвятил королю Вильгельму III Оранскому книгу под названием Eikon Basilike, где негативно отзывался о покойном короле Якове. В 1698 он получил возможность стать членом Баптистской церкви и начал проповедовать в Уоппинге, но в 1701 году в результате финансового скандала он был формально изгнан из церкви. Титус Оутс умер 12 июля 1705 года.